# Vasil Kaprálek Škrach
Vasil Kaprálek Škrach, vlastním jménem Vasil Škrach, křtěný Vasil Leopold, příjmení Kaprálek po manželce, 14. června 1891, Prostějov – 28. května 1943, Berlín-Plötzensee) byl český filozof, překladatel, archivář a sociolog, osobní knihovník, archivář a literární tajemník Tomáše Garrigua Masaryka.

## Životopis
Narodil se do rodiny advokátního koncipienta v Prostějově Dr. Josefa Škracha a Marie, rozené Hořínkové. Vystudoval gymnázium v Prostějově a klasickou filologii a filozofii na filozofické fakultě české části Karlo-Ferdinandovy univerzity (1910–1914). První světovou válku strávil na frontě. V letech 1919–1937 pracoval jako osobní tajemník a archivář T. G. Masaryka, editor a vydavatel jeho spisů; mezi léty 1924 a 1931 byl i redaktorem Masarykova sborníku. Po Masarykově smrti byl v letech 1937–40 knihovníkem Jednoty filosofické a vrchním odborovým radou na ministerstvu zahraničí. V roce 1938 se podílel na manifestu Věrni zůstaneme!, v roce 1939 se zapojil do odboje. Na základě toho byl v roce 1940 zatčen, později odsouzen k trestu smrti a roku 1943 v Berlíně popraven.
Příjmení Kaprálek přijal po své manželce, středoškolské profesorce a překladatelce Emě, roz. Kaprálkové (1891–1968).